# Билефелд
Билефелд град је у северозападној Немачкој, на североистоку савезне државе Северна Рајна-Вестфалија. Налази се на падинама Теутобуршке шуме. 2010. имао је 323.084 становника.
Име града потиче од речи „билевелд“ (bileveld), што значи шумовито брдо.
Поседује регионалну шифру (AGS) 5711000, NUTS (DEA41) и LOCODE (DE BFE) код.

## Географија
Град се налази на надморској висини од 118 метара. Површина општине износи 257,9 km².

## Становништво
У самом граду је, према процјени из 2010. године, живјело 323.084 становника. Просјечна густина становништва износи 1.253 становника/km².